# La noia
La noia (bra: Vidas Vazias) é um filme italiano de 1963, do gênero drama, dirigido por Damiano Damiani, e estrelado por Horst Buchholz, Catherine Spaak e Bette Davis. O roteiro de Damiani, Tonino Guerra e Ugo Liberatore foi baseado no romance homônimo de 1960, de Alberto Moravia. O filme foi distribuído nos Estados Unidos como The Empty Canvas.

## Sinopse
O artista medíocre Dino (Horst Buchholz), obcecado pela jovem modelo Cecilia (Catherine Spaak), sente-se incomodado por ela compartilhar favores sexuais com ele e também com o ator Luciani (Luigi Giuliani). Tentando de todos os modos atrapalhar as férias de Cecilia com seu rival em Cápri, Dino a pede em casamento, mas ela rejeita seu pedido. Então, ele convida a moça para morar com ele na propriedade de sua mãe dominadora (Bette Davis), uma mulher estadunidense rica, em Roma, na intenção de seduzi-la com seu estilo de vida glamoroso. Com as falhas constantes em suas investidas e pensando que nunca terá um relacionamento monogâmico com ela, Dino começa a repensar os rumos de sua vida e planejar de quais maneiras ele pode fazer a moça simplesmente o amar de volta.

## Elenco
- Horst Buchholz como Dino
- Catherine Spaak como Cecilia
- Bette Davis como Mãe de Dino
- Isa Miranda como Mãe de Cecilia
- Leonida Repaci como Balestrieri
- Lea Padovani como Viúva de Balestrieri
- Daniela Rocca como Rita
- Georges Wilson como Pai de Cecilia
- Luigi Giuliani como Luciani
- Marcella Rovena como Inquilina

## Produção
O filme foi gravado inteiramente com os atores principais falando em inglês, e só depois foi dublado em italiano para que pudesse ser lançado na Itália. Na França, o filme foi distribuído como "L'ennui et sa diversion, l'érotisme".
Em 1964, a versão do filme com seu áudio original em inglês foi lançada nos Estados Unidos pela Embassy Pictures.

## Recepção
Howard Thompson, em sua crítica para o The New York Times, observou que "sob a direção estudada de Damiano Damiani, os incidentes se movem de maneira afetada e estúpida ... Srta. Davis ... é realmente algo para se ver, parecendo um pequinês sob um cabelo loiro, rosnando um sotaque sulista atroz ... Às vezes, especialmente enfatizado pela expressão murcha de Srta. Davis, a sexualidade madura demais da produção é absolutamente engraçada".
A revista Time chamou o filme de "um daqueles projetos de filmes 'internacionais' que parecem ter sido idealizados por seus diretores ... o espírito de unidade imprudente ... é principalmente notável pela diversão de assistir Davis enfrentar um enredo da nova onda do cinema com uma autoridade mal-intencionada ... Esticado demais para ser crível, o filme é o tipo de tolice exagerada que frequentemente se mostra divertida".